# Dendrobium flavicolle
Dendrobium flavicolle är en orkidéart som beskrevs av Rudolf Schlechter. Dendrobium flavicolle ingår i släktet Dendrobium, och familjen orkidéer. Inga underarter finns listade i Catalogue of Life.